# Karl Siebert (Gewerkschafter)
Karl Siebert (* 29. Januar 1896 in Berlin; † 31. Dezember 1973) war ein deutscher Gewerkschafter (FDGB). Er war Vorsitzender des Zentralvorstandes der Industriegewerkschaft Post und Fernmeldewesen.

## Leben
Siebert besuchte die Volksschule und absolvierte eine Postlehre. Ab 1913 war er gewerkschaftlich organisiert. Im selben Jahr trat er der Sozialdemokratischen Partei Deutschlands (SPD) bei. 1919 wechselte er zur Unabhängigen Sozialdemokratischen Partei Deutschlands (USPD) und 1920 zur Kommunistischen Partei Deutschlands (KPD). 1928 wurde er erneut Mitglied der SPD. Bis 1928 war er Postschaffner bei der Reichspost, dann von 1928 bis 1933 Angestellter im Gesamtverband der öffentlichen Betriebe im Bezirk Berlin.
Nach der „Machtergreifung“ der Nationalsozialisten wurde er 1933 entlassen und verrichtete illegale Arbeit. Von 1936 bis 1945 war er als kaufmännischer Angestellter bei „Daimler Benz“ in Berlin-Marienfelde beschäftigt. 
Nach Kriegsende trat er 1945 der KPD bei und wurde 1946 Mitglied der Sozialistischen Einheitspartei Deutschlands. Ab 1945 war er Angestellter der Oberpostdirektion Groß-Berlin. 1946 war er Erster Vorsitzender des Zentralen Betriebsrates der Hauptverwaltung Post- und Fernmeldewesen. Ab 1946 war er Mitglied des geschäftsführenden Zentralvorstandes der IG Post und Fernmeldewesen. Von März 1947 bis 1950 fungierte er als Erster Vorsitzender des Zentralvorstandes der IG Post und Fernmeldewesen. Später war er im Rang eines Oberrats Leiter der Hauptabteilung Kultur bzw. Arbeit im Ministerium für Post- und Fernmeldewesen der DDR.
Siebert, Träger des Vaterländischen Verdienstordens in Silber, starb im Alter von 77 Jahren und wurde auf dem Zentralfriedhof Berlin-Friedrichsfelde beigesetzt.